# Веци Портио
Вѐци По̀ртио (на италиански: Vezzi Portio; на лигурски: Vessi Portio, Веси Портио) е община в Северна Италия, провинция Савона, регион Лигурия. Разположена е на 300 m надморска височина. Населението на общината е 804 души (към 2011 г.).
Административен център на общината е село Маньоне (Magnone).